# كأس كوستاريكا
كأس كوستا ريكا (بالإسبانية: Torneo de Copa de Costa Rica)‏، هي بطولة رسمية لكرة القدم في كوستا ريكا، أسست سنة 2013م، ويسجل فيه أندية مرخصة من اتحاد كوستا ريكا لكرة القدم، وفي حال توجت النادي الكأس يؤهل مباشرة إلى بطولة سوبركوبا سنتروأميركانا للأندية.